# Papinsko vijeće Jedno srce
Papinsko vijeće Cor Unum je dikasterij Rimske kurije koji se brine za ljudski i kršćanski razvoj. Utemeljio ga je papa Pavao VI. 15. srpnja 1971., a smjestio je u palači Svetog Kalista, koja se nalazi na Trgu svetog Kalista.

## Opis
Ime Papinskog vijeća Cor Unum znači Jedno Srce. Papa Pavao VI., 1972. u svom govoru objasnio je zašto je vijeće dobilo svoje ime:
Zadatak Papinskog vijeća Cor Unum je pomoć Katoličke Crkve potrebnima, naručito siromašnima i stvaranje istinite Kristove ljubavi, koja se želi pokazati kroz humanitarne pomoći, osnivanje mnogih organizacija npr. Caritas, pomoć ljudima koji su stradali u katastrofama.
Također bavi se koordinacijom humanitarnih udruga.